# Getting Rid of Trouble
Getting Rid of Trouble è un cortometraggio muto del 1912 diretto da Dell Henderson.

## Produzione
Il film fu prodotto dalla Biograph Company.

## Distribuzione
Distribuito dalla General Film Company, il film - un cortometraggio di 173,5 metri - uscì nelle sale cinematografiche USA il 5 settembre 1912.
Non si conoscono copie ancora esistenti della pellicola che viene considerata presumibilmente perduta.